# Pčjovža
Pčjovža (rusky Пчёвжа) je řeka v Novgorodské a v Leningradské oblasti v Rusku. Je dlouhá 157 km. Plocha povodí měří 1970 km².

## Průběh toku
Ústí zprava do Volchovu (povodí Něvy).

## Vodní režim
Zdrojem vody jsou převážně sněhové srážky. Průměrný roční průtok vody ve vzdálenosti 44 km od ústí činí 12,2 m³/s. Zamrzá v listopadu až v prosinci a rozmrzá v dubnu. Nejvyšších vodních stavů dosahuje od dubna do května a k povodním dochází i na podzim.

## Využití
Vodní doprava je možná do vzdálenosti 30 km od ústí. Na řece byla vybudována vodní elektrárna.